# Świątynia Totmesa III w Ad-Dajr al-Bahri
Świątynia Totmesa III – świątynia wzniesiona w środkowej części doliny Ad-Dajr al-Bahri, na skalnej platformie, dzięki czemu górowała nad pozostałymi, starszymi budowlami – świątynią Hatszepsut i świątynią Mentuhotepa Nebhepetre z XI dynastii. Zbudowano ją w ostatniej dekadzie panowania Totmesa III, czyli około 1435–1425 r. p.n.e. Została zniszczona i całkowicie pogrzebana przez trzęsienie ziemi na początku XXI dynastii, przez jakiś czas służyła za źródło kamienia – zachowała się mniej niż połowa jej ścian z dekoracją reliefową, w postaci luźnych kamiennych fragmentów i bloków.

## Badania archeologiczne i prace konserwatorskie
Pozostałości świątyni odsłonięto w latach 1962–1967, po przerwie prace wznowiono w 1978 roku w celu odtworzenia jej dekoracji. Badania na terenie świątyni rozpoczął prof. Kazimierz Michałowski z ramienia kierowanej przez siebie Stacji Archeologii Śródziemnomorskiej w Kairze (obecnie Centrum Archeologii Śródziemnomorskiej Uniwersytetu Warszawskiego). Odtworzenie jej planu było znacznie utrudnione ze względu na ogromne zniszczenia, było jednak częściowo możliwe dzięki zachowanym na pozostałościach płytowania narysom przebiegu murów, a także częściowo zachowanym bazom i trzonom kolumn – zrekonstruowano plan górnego tarasu. Budowla prawdopodobnie wzorowana była na sąsiednich tarasowych świątyniach z kolumnowymi portykami flankującymi rampy prowadzące na kolejne poziomy. Nazwano ją Dżeser-achet („Święty Horyzont”). Podczas prac wydobyto dziesiątki tysięcy fragmentów płaskorzeźb oraz inskrypcji ściennych, a także posążki, stele dostojników z okresu Nowego Państwa, rzeźby przedstawiające władcę, w tym wysoki na dwa metry kamienny posąg Totmesa III. Prace podjęte w 1978 roku, a trwające do dziś koncentrują się na rekonstrukcji dekoracji reliefowej i architektonicznej, zabezpieczaniu polichromii i dokumentacji całości. Do 1996 roku zespołem kierowała Jadwiga Lipińska, badania wznowiono w 2008 roku pod kierunkiem Moniki Dolińskiej. Celem projektu jest przygotowywanie monografii świątynnych reliefów, co pozwoli wyeksponować ich unikatowy charakter, a także unaoczni potrzebę dalszych prac konserwatorskich.